# Stowarzyszenie Wspólnota Świętokrzyska
Stowarzyszenie „Wspólnota Świętokrzyska” – stowarzyszenie katolickie startujące w wyborach samorządowych w 1998 roku, pod przywództwem posła Mariusza Olszewskiego. 
Stowarzyszenie „Wspólnota Świętokrzyska” uzyskało w wyborach samorządowych 1998 roku 3 mandaty radnych wojewódzkich w nowo powstałym województwie świętokrzyskim.